# Matías de Bocanegra
Matías de Bocanegra (Puebla, 1612 - 1668) sacerdote, poeta, dramaturgo e historiador jesuita mexicano. En 1628 ingresa en la Compañía de Jesús. Su producción literaria era muy estimada por virreyes y obispos de Nueva España.

## Biografía
Matías de Bocanegra nace en Puebla de los Ángeles en el año 1612, siendo uno de los Jesuitas de la Provincia de México con más ingenio y de más instrucción en las Letras humanas, al igual que en el área de las Ciencias Sagradas. Tras finalizar sus estudios en Letras humanas, se distingue como un colegial consumado en el conocimiento de la poesía latina y española. Durante el año 1627 concluye el curso de artes para después ingresar a la Compañía de Jesús en 1628. En los años posteriores de su noviciado, se sabe que fue profesor de gramática y retórica en el Colegio jesuita de Querétaro por el 1633. En 1644 tiene una acusación de haber sido denunciado al santo oficio (de la Inquisición), pero prueba la falsedad de las incriminaciones y realiza su profesión de cuatro votos en 1645. Como sacerdote de la Compañía se dedica principalmente al ejercicio de la predicación, ministerio en el cual logra distinguirse, pero también realiza otras actividades acorde a su profesión. Muere el 7 de septiembre de 1688 en México.

## Obra
El autor tiene varios títulos bajo su nombre, más uno que le es atribuido: Sufrir para merecer. No obstante, sus obras más conocidas, y examinadas, son Canción a la vista de un desengaño y la comedia de San Francisco de Borja o Viage del Marqués de Villena por mar y tierra a Mégico. Otros de sus trabajos son:
- Theatro gerárchico de la Luz, Pira cristiano política del Gobierno (México, Juan Ruiz, 1642)
- Sermón predicado en la fiesta de la solemne colocación de la cruz de Piedra hallada en Tepeapulco (México, 1648).
- Sermón de la publicación de la Bula de la Santa Cruzada en Mégico el día de S. Miguel del año 1649 (México, 1649).
- Historia del Auto público y general de Fe, celebrado en Mégico en 11 de abril de 1649 (México, Calderón, 1649).

#### Canción a la vista de un desengaño
La Canción a la vista de un desengaño, también conocida con los nombres Sobre la canción a la vista de un desengaño o Canción famosa o Canción alegórica a un desengaño, trata el tema del dolor que es sentido por los jóvenes al haber sido obligados a seguir el camino del sacerdocio, es decir, habla sobre su frustración y tristeza; es de esta manera que la obra “plantea el conflicto de la libertad y sus peligros, y resuelve la moraleja en favor de la sumisión y el cautiverio.” Debido a su temática, se considera un caso extraño en la literatura colonial.
Esta obra no fue muy leída durante su época, sin embargo se volvió un argumento de competencia entre varios ingenios mexicanos a fines del siglo XVIII; siendo sobre todo parodiada e imitada. La más antigua de las imitaciones conocidas, a partir de los temas barrocos, es la de Bartolomé Fernández Talón en 1652, mientras que a fines del siglo XVIII fue emulada por el padre Juan de Arriola, Francisco José de Soria, José Manuel Colón Machado, Tomás Cayetano Ochoa y Manuel Antonio Valdés. Las reproducciones posteriores también tuvieron una gran difusión e incluso algunas de ellas fueron impresas varias veces.
Respecto a la fecha de su primera edición, no se tiene algún registro, en cambio sí se conoce que existe una reimpresión hecha en Puebla de los Ángeles en 1775 y otra en México en 1782. Asimismo circularon numerosas reimpresiones en los siglos XVII y XVIII.
En cuanto a la inspiración de este poema, proviene del estilo de Luis de Góngora junto a una mezcla de Fray Luis de León por los heptasílabos y endecasílabos de los versos. También, algunos consideran que Bocanegra pudo haberse inspirado en Antonio Mira de Amescua a partir de Canción real de una mudanza o que inclusive sea una paráfrasis de ésta, sólo que en la alegoría de Amescua, Bocanegra añade elementos narrativos y discursivos que acercan el poema al área de la fábula por el enlace claro de un hecho a su predeterminada moraleja, pero la adjetivación y otras notas estilísticas son menos afortunadas en el poema mexicano.
La poesía de Bocanegra se considera didáctica o, mejor dicho, una alegoría en la que los modelos de Góngora llegarían en metáforas e hipérboles o como una sombra de Calderón de la Barca, otra posible influencia, en los conceptos sobre la libertad y el “tono jesuístico”; este canto es el acercamiento al culteranismo por la tendencia a la amplificación, así como al énfasis en lo descriptivo y a la profusión verbal como fermosa cobertura de la intención filosófico-moral y de varios prosaísmos de expresión y de estructura, a lo que añade el empleo de ciertas contraposiciones de conceptos que recuerdan a La vida es Sueño de Calderón.

#### Comedia de San Francisco de Borja
La Comedia de San Francisco de Borja es impresa en México, por primera vez, bajo el nombre de Bocanegra en 1641, mas su publicación ya se había realizado con anterioridad, en 1640. La obra en su momento pasó “inadvertida” por un problema bibliográfico en su título, ya que ésta fue conocida como: Viaje de tierra, y mar, feliz por mar, y tierra, que hizo el Excellentissimo señor Marques de Villena mi señor, yendo por Virrey, y Capitan General de la Nueva España en la flota que embió su Magestad este año de mil y seiscientos y quarenta, siendo General della Roque Centeno, y Ordoñez: su almirante Iuan de Campos. Dirigido a don Ioseph Lopez Pacheco, Conde de Santistevan de Gormaz mi señor. Con licencia del Excellentissimo Señor Virrey desta Nueva España. Impresso en Mexico: En la Imprenta de Iuan Ruyz. Año de 1640. Después, el escrito tendría su nueva edición en 1641 en donde está la sección que encabeza el nombre de la comedia, como la conocemos actualmente, junto con el autor.
La comedia es de categoría hagiográfica y fue representada por los alumnos del Colegio de San Pedro y San Pablo, a causa de la visita del virrey, Marqués de Villena, al plantel de la Compañía de Jesús con el objetivo cumplimentar al Virrey y de evocar los desengaños de Borja ante la visita de la muerte. La obra inicia con la loa en honor del virrey y se divide en tres actos empezando con una escena de cacería. Hay en ella personajes históricos de la realeza y religiosos; otros representan de manera alegórica a la Hermosa y a la Vanidad, a la Virtud y a la Compañía de Jesús; hay un ángel y un paraninfo; también hay personajes que a su vez se disfrazan de otros personajes; hay bandoleros y soldados. Este título termina con un mitote o tocotín acompañado de música ejecutada con instrumentos indígenas o, bien, ayacatztles.
En esta comedia y el tocotín, Bocanegra reúne a España y a América, a la Compañía que llegó a México y a Villena que llegó a la Nueva España. Se cuenta que al virrey le gustó la obra y que por ello, en el final del texto, se indica que: “Mereció el lleno de esta fiesta la calificación que le dio el agrado de su Excelencia, diciendo ser digna de que se hiciese a los ojos de Su Majestad en su Real Corte.”

#### Sufrir para merecer
Respecto a la atribución dudosa de Sufrir para merecer, ésta se otorga a Bocanegra, debido a una circunstancia relatada por Julio Jiménez Rueda en la nota que antepone a su edición del texto en la que dice que algunos papeles debieron pertenecer a este autor barroco, ya que se encontraban en ellos versiones de Canción a la vista de un desengaño, que siguen conservándose en el Archivo General de la Nación. No obstante, muchos no aceptan la pieza como parte de la escritura de Bocanegra, porque ésta no tiene la misma semejanza en el tono, estilo y versificación que en Canción a la vista de un desengaño.